# مجدي خليل
مجدي خليل هو ناشط حقوق إنسان ومحلل سياسي مصري مقيم في الولايات المتحدة منذ منتصف التسعينات، وهو مدير منتدى الشرق الأوسط للحريات هناك.